# محمد بن أبي بكر المراغي
محمد بن أبي بكر المراغي (775ه‍/1374م - 859 ه‍/1455م) هو محمد بن أبي بكر بن الحسين، أبو الفتح، شرف الدين القرشي المراغي، فقيه عارف بالحديث، من سلالة عثمان بن عفان، وُلد بالمدينة، وتُوفي بمكة.
له تصانيف، منها:
- المشرع الرويُّ في شرح منهاج النووي[2]
- تلخيص أبي الفتح لمقاصد الفتح[3]
- أنوار التنزيل وأسرار التأويل[4]

## حياته
هو محمد بن أبي بكر بن الحسين بن عمر بن محمد بن يونس ابن أبي الفخر عبد الرحمن القرشي العثماني المراغي. ولد في المدينة المنورة أواخر سنة 775 ه‍ـ من أصول مصرية، نشأ وسمع على علماء المدينة والقادمين إليها.
برع الفقه وأصوله والنحو والتصوف وأتقن علم الحديث وغريب الرواية وصنف فيه شرح المنهاج الفرعي للنووي وسماه المشروع الروي في شرح منهاج النووي، وأخذ عن الحافظ ابن حجر العسقلاني واختصر له فتح الباري في نحو أربع مجلدات وسماه تلخيص أبي الفتح لمقاصد الفتح.
مات في مكة 16 محرم سنة 859 ه‍ـ.

## رحلاته
كانت له رحلات عدة، فقصد القاهرة عدة مرات وقرأ فيها على البلقيني وابن الملقن ودخل اليمن مراراً وسمع من أعيانها، ودرس فيها وفي المدينة وبمكة وغيرها.
خلال رحلاته سمع على جماعة من أعيان العلماء وأخذ عنهم العلوم وأجاز له أكابرهم كأحمد بن أَبى بكر الرداد وَالْمجد الشيرازي والنفيس العلوي وتفقه بالدميري والبلقيني أَيْضا وَآخَرين وَأخذ الْأُصُول عَن الولي العراقي والنحو عَن وَالِده والمحب بن هِشَام ومن مشايخه الزين العراقي والهيتمى والنويرى.

### طلابه
هذه قائمة لبعض طلابه:
- علي بن أحمد بن محمد الششيني أبي البركات نور الدين
- محمد الكمال أبو الفضل الخطيب
- علي بن سليمان بن يوسف الأنصاري الهوريني نور الدين
- عبد الله بن عبد الرحمن بن أبي بكر بافضل الحضرمي السعدي المذحجي
- محمد بن عبد الرحمن بن حسن الكناني أبي الفتح فتح الدين
- يحيى بن محمد بن أحمد المحيوي الدماطي
- محمد بن أبي بكر بن محمد المنوفي السرسي أبي الفتح شمس الدين
- إبراهيم بن محمد بن أبي بكر المقدسي برهان الدين[5]

## أبوه
أبو بكر بن الحسين المراغي (727 - 816 هـ = 1327 - 1414 م) هو أبو بكر بن الحسين بن عمر، القرشي العبشمي الأموي العثماني، زين الدين، وكنيته أبو محمد ويقال اسمه «عبد الله» والمشهور «أبو بكر» المصري الشافعيّ المراغي. مؤرخ مصري.

## إخوته
له أخ اسمه محمد ولد سنة 764 ه‍ـ كان شيخ المدينة النبوية قتله اللصوص لما سافر إلى الشام سنة 819 ه‍ـ. أيضاً له أخ اسمه محمد ولد سنة 806 ه‍ـ برع في جميع العلوم وصار مسند المدينة ومدرسها ومات سنة 880 ه‍ـ.